# Departamento de Ingeniería Eléctrica y de Computadoras (Universidad Nacional del Sur)
El Departamento de Ingeniería Eléctrica y de Computadoras, usualmente mencionado por sus siglas «DIEC», es uno de los 17 departamentos que constituyen la Universidad Nacional del Sur (UNS), localizada en la ciudad de Bahía Blanca, Argentina.

## Centro de estudiantes
El Centro de Estudiantes de Ingeniería y Agrimensura (CEIA) es la entidad que representa los intereses de los alumnos de las carreras de éste departamento y del Departamento de Ingeniería.

## Carreras
Las carreras de grado del Departamento son las siguientes:
| Carreras de grado                                                            | Duración |
| ---------------------------------------------------------------------------- | -------- |
| Ingeniería Electricista                                                      | 5 años   |
| Ingeniería Electrónica                                                       | 5 años   |
| Técnicatura Universitaria en Sistemas Electrónicos Industriales Inteligentes | 3 años   |

Las carreras de posgrado que se dictan en el ámbito del DIEC son:
- Doctorado en Ingeniería Eléctrica
- Maestría en Ingeniería Eléctrica
- Doctorado en Control de Sistemas
- Maestría en Control de Sistemas
- Doctorado en Ingeniería
- Maestría en Ingeniería
- Doctorado en Imágenes Médicas